# Atrocity Exhibition: Exhibit A
Albums de Exodus
Shovel Headed Kill Machine
(2005) Let There Be Blood
(2008)
Atrocity Exhibition:Exhibit A est le huitième album du groupe Exodus sorti en 2007.

## Liste des titres
1. A Call To Arms - 1:35
2. Riot Act - 3:37
3. Funeral Hymne - 8:38
4. Children Of A Worthless God - 8:25
5. As It Was As It Soon Shall Be - 5:17
6. The Atrocity Exhibition - 10:33
7. Iconoclasm - 7:57
8. The Garden Of Bleeding - 5:50
9. Bedlam 123 - 8:00 - Bonded By Banjo - 1:44
10. Morceau caché - 0:06